# Sono bello dentro
Sono bello dentro è il secondo album di inediti di Marco Ongaro.

## Descrizione
Secondo album del cantautore: "Se un velo d'ironia rende particolarmente gradevoli i suoi primi lavori, ecco che vedremo tale velo assottigliarsi col secondo disco Sono bello dentro (1990), di cui ricordiamo almeno la straziante Artista Moribondo dedicata a Piero Litaliano (il Ciampi che poteva ancora "farcela"), e la non meno intensa Bessie."

## Tracce
Testi e musiche di Marco Ongaro.
1. Galassia che vai – 3:47
2. Non passa lo straniero – 3:23 (testo: M. Ongaro – musica: M. Ongaro/R. Cetra)
3. Devo dormire – 3:52
4. Fidati – 3:22
5. Bessie – 4:31 (testo: M. Ongaro – musica: M. Ongaro/R. Cetra)
6. Sono bello dentro – 3:49 (testo: M. Ongaro – musica: M. Ongaro/R. Cetra)
7. Meglio sposarsi che ardere – 3:01
8. Artista moribondo – 3:44
9. Lei non sa chi sono io – 3:44
10. Uomini veri – 3:20

## Formazione
- Marco Ongaro - voce, pianoforte in "Devo dormire" e "Uomini veri"
- Michele Mere - chitarre
- Cicci Santocci - tromba e flicorno
- Fabio De Rossi - tastiere, pianoforte, programmazione computer e cori
- Stefano profeta - programmazione computer